# Edmonton City Centre Airport (Rennstrecke)
Die Rennstrecke auf dem Edmonton City Centre Airport war ein Flugplatzkurs in Edmonton, Alberta, Kanada. Das erste Rennen auf dem Flugplatz fand 2005 statt. Von 2005 bis 2007 fanden Champ-Car-Rennen statt. Von 2008 bis 2012 veranstaltete die IndyCar Series jährlich das Edmonton Indy. Darüber hinaus trugen weitere Rennserien im Rahmenprogramm der IndyCar-Veranstaltung ein Rennen aus.

## Geschichte
Die erste Streckenvariante mit einer Länge von 3,175 km wurde von 2005 bis 2010 befahren. Zur Veranstaltung 2011 wurde das Streckenlayout verändert und eine zweite Streckenvariante mit einer Länge von 3,631 km in Betrieb genommen.

### Erste Streckenvariante (2005–2010)
Von 2005 bis 2010 wurde eine 3,175 km lange Streckenvariante auf dem Edmonton City Centre Airport verwendet. Die Strecke wurde im Uhrzeigersinn befahren und hatte 14 Kurven. Die erste Veranstaltung besuchten am Renntag über 78.000 Zuschauer. Der Streckenrekord im Rennen wurde auf dieser Variante beim Champ-Car-Rennen 2007 von Sébastien Bourdais aufgestellt und beträgt 58,653 s.

### Zweite Streckenvariante (ab 2011)
Da die erste Streckenvariante wenig Überholmöglichkeiten bot, entschied man sich zur Saison 2011 eine neue Streckenvariante einzusetzen. Die neue Variante besaß 13 Kurven, war 3,631 km lang und wurde im Gegensatz zur ersten Variante gegen den Uhrzeigersinn befahren. Diese Variante benutzte die stillgelegte östliche Landebahn.

### Ende des Rennens
2012 wurde die letzte Veranstaltung der IndyCar Series auf der Strecke ausgetragen. Anhaltende steigende Verluste beim Veranstalter Edmonton Northlands sowie ein nachlassendes Zuschauerinteresse und die bevorstehende Schließung des Flughafens waren Faktoren das die Runde in Alberta für 2013 keine Berücksichtigung mehr im Kalender fand.

## Weitere Rennserien
Neben dem Hauptrennen der CART bzw. Indycar Series starteten weitere Rennserien im Rahmenprogramm:
- Formula Atlantic
- Indy Lights
- Nascar Canadian Tire Series